# دوار تازغدرة (تازغدرة)
دوار تازغدرة هو دُوَّار يقع بجماعة البيبان، إقليم تاونات، جهة فاس مكناس في المملكة المغربية. ينتمي الدوّار لمشيخة تازغدرة التي تضم دوارين. يقدر عدد سكانه بـ 1447 نسمة حسب الإحصاء الرسمي للسكان والسكنى لسنة 2004.

## روابط خارجية
- البوابة الوطنية للجماعات الترابية نسخة محفوظة 12 مارس 2018 على موقع واي باك مشين.
- المندوبية السامية للتخطيط